# Louise Catherine Ibels
Louise Catherine Ibels, née le 11 décembre 1891 à Nogent-sur-Marne et morte le 17 janvier 1965 à Paris, est une graveuse française.

## Biographie
Louise Catherine Ibels est la fille d'Alphonse Guillaume Joseph Ibels, caissier-comptable, et d'Élisabeth Louise Kaiser.
Élève de sa mère originaire de Hollande, de son demi-frère Henri-Gabriel Ibels, puis de Paul Bornet et de Bernard Naudin, elle travaille dans le domaine de la décoration théâtrale, pour des journaux illustrés puis se consacre à l'eau-forte.
En 1927, peintre-graveur, elle est admise au sein de la Société des aquafortistes français. De 1935 à 1952, elle occupe un atelier situé au 14 de l'avenue du Maine. 
Elle a participé aux expositions de groupe organisées par la Société des Femmes Artistes Modernes (FAM), créée en 1931 par Marie-Anne Camax-Zoegger. Elle est présente sur la liste des artistes de l'exposition de 1935 à la Galerie Bernheim-Jeune. 
Elle meurt le 17 janvier 1965 à l'Hôpital Necker
.